# دانيال بورتمان
دانيال بورتمان (بالإنجليزية: Daniel Portman)‏ (و. 1992 – م) هو ممثل، وممثل أفلام من المملكة المتحدة . ولد في غلاسكو .

## روابط خارجية
- دانيال بورتمان على موقع IMDb (الإنجليزية)
- دانيال بورتمان على موقع قاعدة بيانات الأفلام العربية
- دانيال بورتمان على موقع ألو سيني (الفرنسية)
- دانيال بورتمان على موقع قاعدة بيانات الفيلم (الإنجليزية)
- دانيال بورتمان على موقع كينوبويسك (الروسية)